# Monsters University
Monsters University (bra: Universidade Monstros; prt: Monstros: A Universidade) é um filme de animação digital de 2013, produzido pela Pixar Animation Studios e distribuído pela Walt Disney Pictures. Foi dirigido por Dan Scanlon (em sua estreia como diretor), produzido por Kori Rae e escrito por Scanlon e a equipe de roteiristas de Dan Gerson e Robert L. Baird. John Lasseter, Pete Docter, Andrew Stanton e Lee Unkrich atuaram como produtores executivos do filme. Teve sua trilha sonora composta e conduzida por Randy Newman, tornando-se sua sétima colaboração com a Pixar. É o décimo quarto longa-metragem a ser produzido pela Pixar, sendo a prequela de Monsters, Inc. (marcando a primeira prequela do estúdio). Monsters University mostra a história de origem dos personagens de Monsters, Inc., James P. Sullivan e Mike Wazowski, retratando seus tempos na faculdade, onde eles começam como rivais ferrenhos, mas lentamente se tornam melhores amigos; eles se juntam em uma série de eventos competitivos voltados para a escola de susto com sua fraternidade, enquanto Wazowski finalmente aprende que algumas coisas não podem ser ensinadas.
John Goodman, Billy Crystal, Steve Buscemi, Bob Peterson e John Ratzenberger reprisam seus papéis do filme original como James P. Sullivan, Mike Wazowski, Randall Boggs, Roz e o Abominável Homem das Neves, respectivamente, enquanto um novo elenco foi acompanhado por Helen Mirren, Alfred Molina, Peter Sohn, Joel Murray, Sean Hayes, Dave Foley, Charlie Day, Nathan Fillion e Aubrey Plaza, enquanto Bonnie Hunt, que dublou a Sra. Flint no primeiro filme, interpretou a professora de Mike, Sra. Karen Graves.
A Disney, como detentora dos direitos, tinha planos para uma sequência de Monsters, Inc. desde 2002. Após desentendimentos com a Pixar, a Disney encarregou sua unidade Circle 7 Animation de fazer o filme. Um rascunho inicial do filme foi desenvolvido; no entanto, a compra da Pixar pela Disney em janeiro de 2006 levou ao cancelamento da versão do filme da Circle 7. Em 2010, a Disney confirmou que o filme seria realizado pela Pixar; no ano seguinte, foi divulgado que a nova animação seria uma prequela do filme anterior, recebendo o título Monsters University.
Estreou em 5 de junho de 2013, no BFI Southbank em Londres, Inglaterra, sendo foi lançado comercialmente nos cinemas dos Estados Unidos em 21 de junho; seu lançamento nos cinemas foi acompanhado pelo curta-metragem da Pixar The Blue Umbrella, dirigido por Saschka Unseld. Monsters University recebeu críticas geralmente positivas dos críticos de cinema e arrecadou US$ 743 milhões em todo o mundo contra seu orçamento de produção estimado em US$ 200 milhões, tornando-se o sétimo filme de maior bilheteria de 2013. Um curta-metragem de animação intitulado Party Central, que se passa logo após os eventos de Monsters University, estreou no outono de 2013 antes de acompanhar as exibições de Muppets Most Wanted nos cinemas no ano seguinte.

## Enredo
Quando criança, Michael "Mike" Wazowski visita a fábrica da Monsters Inc. em uma excursão escolar, para aprender como os "monstros assustadores" aproveitam os gritos das crianças humanas em busca de energia para alimentar o mundo dos monstros. Ele secretamente segue um desses monstros através de uma porta para o mundo humano para vê-lo trabalhar; inicialmente chateado, o assustador elogia Mike, fazendo com que Mike queira ser ele próprio um assustador.
Doze anos depois, Mike se matricula no programa de sustos da Universidade Monstros acompanhando Randall "Randy" Boggs como colega de quarto. Ele também conhece James P. "Sulley" Sullivan, filho de um famoso assustador. No primeiro dia de aulas, a reitora-presidente da faculdade, Abigail Hardscrabble, avisa que os alunos que forem reprovados no exame final do primeiro semestre deixarão permanentemente o programa assustador.
Nos meses seguintes, Mike trabalha e estuda muito para se aprimorar, enquanto Sulley o provoca e desdenha dos estudos, confiando em sua tradição carregada pelo seu sobrenome graças a seu pai e em seu talento natural. Sulley e Randy também tentam entrar na principal fraternidade do campus, Roar Omega Roar, os RΩR, enquanto uma intensa rivalidade começa a se formar entre Mike e Sulley. No dia do exame, a rivalidade de Sulley e Mike fica fora de controle enquanto eles tentam superar um ao outro: eles inadvertidamente destroem a valiosa caixa de gritos de Hardscrabble. Ela testa suas aptidões pessoalmente, o que resulta na reprovação de ambos: Sulley por falta de conhecimento técnico e Mike por não ser fisicamente "assustador".
Determinado a provar seu valor, Mike entra nos Jogos Anuais do Susto com a desajustada fraternidade Oozma Kappa, os OK, como sua equipe e faz um acordo com Hardscrabble: se os OK vencer, eles e Mike retornarão ao programa de sustos, mas se perderem, Mike será expulso da faculdade. Como a OK precisa de mais um membro para ser aceito como um time oficial, Mike pede ajuda a Randy, mas ele se junta aos RΩRs; Sulley se oferece como voluntário e Mike aceita com relutância.
Inicialmente, devido às personalidades conflitantes de Mike e Sulley, o OK tem dificuldades nos jogos. Eles só passam na primeira rodada devido à desclassificação de outra equipe por trapaça, e na segunda por explorar uma brecha nas regras. Os RΩRs convidam a OK para uma festa, depois fazem uma foto embaraçosa deles e publicam em todo o campus, causando dúvidas no público de quão eles podem ser assustadores. A equipe fica desanimada, então Mike os leva para sede da Monsters Inc., onde eles entram furtivamente e observam os monstros assustadores usando suas diferenças como vantagens. Depois de serem perseguidos pelos guardas, a equipe, agora reanimada, começa a trabalhar juntos sob a orientação de Mike e passa pelos próximos dois desafios. No desafio final, os membros do OK e do RΩR se enfrentam no simulador de susto, cada um tentando assustar uma criança manequim. O OK vence depois que Mike acumula muitos pontos com seu susto, mas Mike mais tarde descobre que Sulley mexeu nas configurações do simulador para fazer com que o "nível de susto" ficasse mais fácil para Mike atingir a pontuação do jogo, causando vergonha no restante dos OK, que abandona Sulley sozinho com o troféu.
Determinado a provar que realmente pode assustar, Mike foge por uma porta para o mundo humano, entrando em uma cabana de acampamento de verão cheia de crianças; no entanto, ele fica chocado ao descobrir que nenhuma delas tem medo dele. Sulley admite a Hardscrabble que trapaceou para Mike ganhar a prova final do susto, o que causa sua expulsão do campus. No entanto, antes de ir embora, Sulley percebe que Mike foi para o mundo dos humanos e corre atrás dele; ao chegar lá, Sulley pede desculpas a Mike, confessando que apenas trapaceou porque estava preocupado em desonrar o nome Sullivan e decepcionar o time. Após uma breve conversa, os dois evitam vários guardas humanos do parque e tentam entrar novamente no mundo dos monstros, mas descobrem que Hardscrabble desligou a porta para manter os outros monstros seguros (uma vez que os monstros creem que as crianças humanas são tóxicas). Trabalhando juntos, a dupla consegue assustar os guardas, criando energia suficiente para acionar a porta do outro lado, destruindo o laboratório da escola no processo.
Sulley e Mike são expulsos da universidade por suas ações, mas os outros membros do OK podem voltar ao programa assustador. Quando Mike e Sulley vão embora, Hardscrabble admite que se surpreendeu com o desempenho dos garotos e expressa sua esperança de que possam continuar a tentar carreira como monstros assustadores. Os dois vão trabalhar para a Monsters Inc. na sala de correspondência e, ao longo dos anos, sobem na hierarquia do quadro de funcionários até que Sulley finalmente se torna um assustador, com Mike sendo seu treinador/assistente de sustos.

## Elenco
- Billy Crystal como Michael "Mike" Wazowski.
- John Goodman como James P. "Sulley" Sullivan.
- Steve Buscemi como Randall "Randy" Boggs.[17]
- Helen Mirren como Diretora Hardscrabble.
- Joel Murray como Don Carlton.[17][18]
- Sean Hayes como Terri Perry.
- Dave Foley como Terry Perry.[17]
- Julia Sweeney como Sherri Squibbles.[17]
- Peter Sohn como Scott "Esguicho" Squibbles.[17]
- Charlie Day como Art.
- Alfred Molina como Professor Knight.
- Nathan Fillion como Johnny Worthington.
- Bonnie Hunt como Professora Karen Graves.
- Bob Peterson como Roz.
- Beth Behrs como Carrie Williams.
- Tyler Labine como Brock Pearson.
- John Krasinski como Frank McCay.
- Bill Hader como Árbitro.
- John Ratzenberger como Homem das Neves.
- Aubrey Plaza como Claire Wheeler.
- Bobby Moynihan como Chet Alexander.
- Kirstie Alley como Rosie Levin

## Produção

### Desenvolvimento
Os planos envolvendo um segundo filme de Monsters, Inc. existiam desde 2002. Após divergências entre o CEO da Disney, Michael Eisner, e o CEO da Pixar, Steve Jobs, a Disney (que detinha os direitos de fazer sequências de todos os filmes da Pixar, incluindo Carros) anunciou que uma sequência seria feita pela sua divisão Circle 7 Animation, que também estava trabalhando nos primeiros rascunhos de Toy Story 3 e o então "Finding Nemo 2" (posteriormente Finding Dory). Sob o título de projeto "Monsters, Inc. 2: Lost in Scaradise", o filme teria como foco Mike e Sulley visitando o mundo humano para dar um presente de aniversário a Boo, apenas para descobrir que ela havia se mudado; depois de ficarem presos no mundo humano, Mike e Sulley se separaram após discordarem sobre o que fazer. Os roteiristas Rob Muir e Bob Hilgenberg foram contratados para escrever o roteiro do filme e elaboraram o storyboard de um rascunho inicial. A mudança de gestão da Disney no final de 2005, na qual Eisner foi substituído por Bob Iger, levou a negociações renovadas com a Pixar, resultando, em janeiro de 2006, na compra da Pixar pela Disney. Os direitos da sequência de propriedade da Disney foram então transferidos para a Pixar, levando ao cancelamento da versão do filme de Muir e Hilgenberg e ao subsequente fechamento do estúdio da Circle 7.
A nova versão da sequência foi confirmada para ser produzia pela Pixar em 2010. O filme foi originalmente planejado para ter um lançamento no dia 16 de novembro de 2012, mas teve a data adiantada para 2 de novembro para evitar uma eventual competição com The Twilight Saga: Breaking Dawn – Part 2. Em 29 de março de 2011, foi anunciado que o filme seria uma prequela do filme original e o título Monsters University foi divulgado. Em 4 de abril de 2011, devido ao sucesso anterior da Pixar como um lançamento de verão, foi divulgado que a data de lançamento do filme seria adiada para 21 de junho de 2013.
O longa foi dirigido por Dan Scanlon e produzido por Kori Rae, marcando a estreia de Scanlon como diretor. Billy Crystal, John Goodman, Steve Buscemi, Bob Peterson e John Ratzenberger reprisaram seus papéis do primeiro filme, enquanto Bonnie Hunt dublou um novo personagem. O novo elenco de vozes incluiu Dave Foley, Sean Hayes, Julia Sweeney, Helen Mirren, Alfred Molina, Peter Sohn, Charlie Day, Joel Murray, Nathan Fillion, Aubrey Plaza, Tyler Labine, John Krasinski, Bill Hader, Bobby Moynihan e Beth Behrs.
O enredo de Monsters University detalha o primeiro encontro de Mike e Sulley, contradizendo uma cena do filme original em que Mike diz a Sulley: "Você tem ciúmes da minha beleza desde a quarta série", dando a entender que os dois personagens já se conheciam desde crianças. Scanlon disse que enfrentou um dilema por conta dessa fala durante a pré-produção, mas acreditou que seria melhor se Mike e Sulley se conhecessem na faculdade porque "queríamos ver o relacionamento deles se desenvolver quando fossem adultos. E também sentimos que a faculdade é tão muito sobre autodescoberta e descobrir quem você é"; ele acrescentou: "Parecia o lugar perfeito para fazer isso, mas tínhamos essa fala. Então, tentamos versões em que eles se conheceram ainda crianças e depois pulamos para a faculdade. E sabíamos que não queríamos fazer um 'Monsters Elementary'". Scanlon disse durante a pré-produção que, "Pete Docter, o diretor do filme original, e John Lasseter... finalmente me disseram: 'é ótimo que você esteja honrando isso, mas você tem que fazer o que é certo para a história'. Então tomamos uma decisão difícil de apenas tê-los na faculdade e deixar essa frase de lado". Scanlon brincou que a frase do primeiro filme era "uma velha expressão de monstro", dizendo: "Isso é o que os monstros sempre dizem uns aos outros".

### Animação
Monsters University foi o primeiro filme da Pixar que utilizou técnicas de iluminação indireta (GI), um novo sistema de iluminação introduzido como parte da revisão do sistema de renderização usado desde o primeiro filme do estúdio Toy Story. Na fase de planejamento do filme, o diretor de fotografia, Jean-Claude Kalache, perguntou: "E se fizéssemos essas luzes funcionarem?" Antes do novo sistema, os artistas tinham que construir reflexos e sombras manualmente, o que se tornava cada vez mais complexo à medida que os modelos e as configurações se tornavam mais avançados tecnologicamente. O novo sistema de iluminação utiliza path tracing, uma técnica que imita o comportamento da luz no mundo real; isso automatizou o processo, proporcionou mais realismo, produziu sombras suaves e permitiu que o artista passasse mais tempo em modelos e cenas complexas – algumas das quais continham milhares de fontes de luz.
Para pesquisa, os cineastas visitaram diversas faculdades nos Estados Unidos, incluindo as Universidades de Harvard, Stanford, Cornell e o Instituto de Tecnologia de Massachusetts, observando a arquitetura universitária, a vida estudantil, as repúblicas estudantis e os métodos de ensino de professores e docentes. Para pesquisar a vida das fraternidades, que é fundamental para o filme, muitos dos produtores passaram várias semanas em uma casa de fraternidade estudantil.

## Trilha sonora
A trilha sonora do filme foi composta por Randy Newman, marcando sua sétima colaboração como compositor de trilha sonora para um filme da Pixar; Newman também compôs a trilha sonora do filme original. A Walt Disney Records lançou o álbum da trilha sonora em 18 de junho de 2013.
As canções "Main Title", "Rise and Shine" e "The Scare Games" apresentam a bateria do grupo Blue Devils. As gravações das faixas de percussão foram feitas no Rancho Skywalker e foram escritas pelo chefe de percussão do Blue Devils, Scott Johnson.
As músicas "Ísland" do Mastodon e "Gospel" da MarchFourth Marching Band aparecem no filme, mas não constam no álbum da trilha sonora. As músicas "Party Hard" de Andrew W.K. e "Kickstart My Heart" do grupo Mötley Crüe aparecem com destaque nos teaser trailers, mas não aparecem nem no álbum da trilha sonora nem no filme em si.
Todas as músicas compostas por Randy Newman, except where noted.
| N.º            | Título                                                      | Duração |  |
| 1.             | "Main Title"                                                | 0:52    |  |
| 2.             | "Young Michael"                                             | 3:58    |  |
| 3.             | "First Day at MU"                                           | 4:32    |  |
| 4.             | "Dean Hardscrabble"                                         | 3:19    |  |
| 5.             | "Sulley"                                                    | 0:48    |  |
| 6.             | "Scare Pig"                                                 | 2:00    |  |
| 7.             | "Wasted Potential"                                          | 1:16    |  |
| 8.             | "Oozma Kappa"                                               | 3:16    |  |
| 9.             | "Stinging Glow Urchin"                                      | 2:34    |  |
| 10.            | "Field Trip"                                                | 3:57    |  |
| 11.            | "Rise and Shine"                                            | 3:00    |  |
| 12.            | "The Library"                                               | 3:44    |  |
| 13.            | "Roar" (Axwell e Sebastian Ingrosso do Swedish House Mafia) | 2:55    |  |
| 14.            | "The Scare Games"                                           | 6:00    |  |
| 15.            | "Did You Do This?"                                          | 2:00    |  |
| 16.            | "Human World"                                               | 2:07    |  |
| 17.            | "The Big Scare"                                             | 3:02    |  |
| 18.            | "Goodbyes"                                                  | 3:11    |  |
| 19.            | "Mike and Sulley"                                           | 1:12    |  |
| 20.            | "Monsters University"                                       | 1:34    |  |
| Duração total: | Duração total:                                              | 55:15   |  |

## Lançamento

### Teatral
O filme teve sua estreia mundial no dia 5 de junho de 2013, em exibição especial no BFI Southbank, em Londres, com a presença do diretor Scanlon e da produtora Rae. O filme teve sua estreia asiática como filme de abertura do Festival Internacional de Cinema de Xangai de 2013 em 15 de junho. Monsters University estreou nos Estados Unidos em 8 de junho de 2013, no Festival Internacional de Cinema de Seattle, sendo lançado comercialmente nos cinemas em 21 de junho de 2013. O lançamento do filme nos cinemas foi acompanhado pelo curta-metragem da Pixar intitulado The Blue Umbrella.

### Marketing
O primeiro teaser trailer de Monsters University foi lançado em 20 de junho de 2012. Existem quatro versões do trailer: a primeira mostra Mike dormindo enquanto murmura desculpas para evitar assistir às aulas dizendo frases como "Não estou usando nenhuma roupa", "Meu dever de casa comeu meu cachorro", "Presidente da turma?" e "Meu pônei entrou na lista do reitor". Um segundo trailer foi lançado em 11 de fevereiro de 2013, um terceiro em 26 de abril de 2013 e um quarto e último trailer, que incluía cenas do filme final, foi lançado em 30 de maio de 2013.
Em 8 de outubro de 2012, a Pixar revelou um site totalmente funcional para a "Universidade Monstros" do filme, completo com informações sobre admissões, vida acadêmica e no campus, e uma loja no campus para comprar roupas da MU. Em 1º de abril de 2013, o site foi estilizado para parecer que uma faculdade rival, chamada Fear Tech, o havia hackeado e vandalizado o portal. O primeiro comercial de televisão do filme foi ao ar durante o Rose Bowl Game de 2013, parodiando anúncios de escolas participantes que são exibidos durante as transmissões do futebol americano universitário. De 27 de junho a 11 de julho de 2013, o jogo online da Disney, Club Penguin, organizou um evento intitulado "Monsters University Takeover" para promover o filme; os jogadores poderiam se vestir como seus monstros favoritos e participar dos Jogos do Susto.

### Mídia doméstica
Monsters University foi lançado pela Walt Disney Studios Home Entertainment em Blu-ray, 3D Blu-ray, DVD, cópia digital e on demand em 29 de outubro de 2013. Assim como foi nos cinemas, o filme foi acompanhado pelo curta The Blue Umbrella. Suas vendas de vídeos caseiros geraram uma receita de US$ 111 milhões com 5,5 milhões de cópias vendidas, tornando-se o quarto título home video mais vendido de 2013. Monsters University foi lançado em Blu-ray 4K em 3 de março de 2020.

## Recepção

### Desempenho comercial
O filme arrecadou US$ 268,5 milhões nos Estados Unidos e Canadá e US$ 475,1 milhões em outros países, totalizando US$ 743,6 milhões em todo o mundo. Calculando todas as despesas, o Deadline Hollywood estimou que o filme teve um lucro líquido de US$ 179,8 milhões.
Tornou-se, na época, o 53º filme de maior bilheteria de todos os tempos, o 11º filme de animação de maior bilheteria de todos os tempos, o sétimo filme de maior bilheteria de 2013 e o terceiro filme da Pixar de maior bilheteria. O filme arrecadou US$ 136,9 milhões em todo o mundo em seu fim de semana de estreia. Embora a Disney recusou-se a divulgar um orçamento oficial para o filme, a Entertainment Weekly especulou que a produção de Monsters University era superior a de Brave (US$ 185 milhões), principalmente por causa do alto cachê de John Goodman e Billy Crystal reprisando seus papéis. Os websites Shockya e EOnline relataram que o orçamento era de US$ 200 milhões, no mesmo nível dos filmes anteriores da Pixar.

### Resposta da crítica
O site agregador de resenhas cinematográficas Rotten Tomatoes dá ao filme uma taxa de aprovação de 80% com base em 204 resenhas, dando-lhe uma classificação média de 6,8/10 sob o seguinte consenso crítico: "Oferecendo aos fãs de Monsters, Inc. uma visita de retorno bem-vinda com personagens amados, Monsters University oferece entretenimento familiar engraçado e atencioso para espectadores de qualquer idade". O Metacritic, outro agregador, relata uma pontuação 65/100 para o filme (com base em 41 resenhas), indicando "avaliações geralmente favoráveis". O público entrevistado pelo CinemaScore deu ao filme uma nota média "A" em uma escala de "A+" a "F". Segundo a Disney, o público era 56% feminino e 60% com menos de 25 anos; as famílias representavam 73% dos negócios e os adolescentes representavam 15%.
O crítico de cinema Matt Zoller Seitz, do jornal Chicago Sun-Times, deu ao filme quatro estrelas de quatro, dizendo que o mesmo "é fiel ao espírito [de Monsters, Inc.] e corresponde ao seu tom. Mas nunca parece satisfeito em revirar o terreno antigo". Trevor Johnston da revista Time Out deu ao filme quatro estrelas de cinco, escrevendo: "Monsters University tem o material certo o suficiente para assombrar a imaginação muito depois que o burburinho imediato de sua fofura de pelos fofos se dissipou. Para uma mera prequela, isso é um bom resultado". Peter Travers, da revista Rolling Stone, deu ao filme três estrelas de quatro e disse: "É tudo uma diversão contagiante, apesar da falta de originalidade. Na arte de nos fazer rir, Crystal e Goodman ganham nota máxima". Richard Corliss da revista Time deu uma crítica positiva ao filme, dizendo: "Este filme menor com grandes encantos ainda merece ter crianças arrastando seus pais para os cinemas para mais uma espiada nos monstros no armário. Com a Pixar, a familiaridade gera conteúdo".
Leonard Maltin, do IndieWire, elogiou a animação e a direção de arte, mas escreveu que desejava que "o filme fosse mais engraçado e não tivesse um enredo tão pesado" e que "a Pixar elevou tanto o nível dos filmes de animação que, quando eles lançam um filme isso é apenas bom, em vez de ótimo, eles são os únicos culpados por fazer com que os críticos os amaldiçoem com elogios fracos". Todd McCarthy, do The Hollywood Reporter, deu uma crítica mais negativa ao filme, dizendo que ele "nunca surpreende, segue em direções inesperadas e deixa você confuso como nenhuma história da Pixar. Nem chega perto de ser exaltado através da pura imaginação de seus conceitos e narrativas". Claudia Puig, do jornal USA Today, deu ao filme três estrelas de quatro e disse que "pode não ser tão inventivo quanto o filme original, mas é uma adição divertida e amigável à lista de histórias animadas sobre a maioridade da Pixar". Chris Nashawaty da revista Entertainment Weekly deu ao filme uma nota "A−" e disse: "é exatamente a recuperação que a Pixar precisava depois que Carros 2 de 2011 deixou alguns se perguntando se o estúdio havia perdido sua magia. A deliciosa história de quando Mike conheceu Sulley coloca essas preocupações de lado". James Berardinelli do ReelViews deu ao filme três estrelas de quatro e escreveu: "Embora fique aquém do melhor que a Pixar pôde oferecer para os cinemas ao longo de sua longa associação com a Disney, ainda assim vale a pena o ingresso, especialmente para crianças".
Nem todas as críticas foram positivas. Richard Roeper deu ao filme uma nota C+, dizendo: "Este é um esforço seguro, previsível, sem arestas e quase brando de um estúdio que raramente protege suas apostas". Manohla Dargis, do The New York Times, deu ao filme duas estrelas e meia em cinco e escreveu: "Tanto a originalidade quanto a complexidade emocional de Monsters, Inc., com seus paralelos primorosamente dolorosos e comoventes com o mundo humano, estão ausentes nessa prequela". Ty Burr, do jornal The Boston Globe, deu ao filme duas estrelas e meia em quatro e disse: "Este não é um filme ruim. Para crianças pequenas será um filme muito bom, mas convenhamos: Monsters University está muito longe do que um estúdio que nos forneceu histórias fantásticas como Up, WALL-E, The Incredibles e a série Toy Story julga ideal".